# Pijpbloem
De pijpbloem (Aristolochia clematitis) is een kruidachtige, overblijvende plant die behoort tot de pijpbloemfamilie (Aristolochiaceae). De plant heeft een licht fruitige geur. De plant kwam oorspronkelijk alleen voor in het Middellandse Zeegebied, maar heeft zich vandaar verder over Midden- en West-Europa uitgebreid.
De plant wordt 20–90 cm hoog en vormt ondergrondse stolonen (stengels). De kale bladeren zijn rondachtig met een hartvormige voet en een uitgerande top. In de bladoksels van de bovenste bladeren zitten twee tot acht bloemen per bladoksel.
De pijpbloem bloeit in mei en juni met lichtgele bloemen. Het bloemdek heeft een scheef afgeknotte, eenlippige zoom, die overgaat in een buis, die van binnen met haren is bedekt. De voet van de kroonbuis is buikig opgeblazen. De bloem is een insectenval, waaruit insecten door de haren in de kroonbuis niet meer kunnen ontsnappen. Pas als de bloem bestoven is, verslappen de haren en kunnen de met stuifmeel bedekte insecten de bloem weer verlaten. De zes helmknoppen zijn met de stempel vergroeid tot een gynostemium (zuiltje).
De groene, later zwart wordende vrucht is een 1–2 cm dikke doosvrucht. De plant verraadt zijn zuidelijke afkomst doordat hij in meer noordelijke streken maar moeilijk tot vruchtvorming komt.
De plant komt voor op droge, voedsel- en kalkrijke grond langs heggen, bosranden en dijken. Sommige groeiplaatsen in Nederland zijn eeuwenoud. De in de Nederlandse Oecologische Flora klassiek genoemde plaats bij Kraantje lek wordt vermeld in de Camera Obscura.

## Inhoudsstoffen
De wortels bevatten tot 1% en de bladeren minder dan 0,1% aristolochiazuren. Deze zuren beschadigen bij inname de nieren en zijn daarnaast ook kankerverwekkend. In de fytotherapie wordt de plant onder meer gebruikt als wondhelingsmiddel en tegen eczeem. Vroeger werd de plant in Europa geteeld en gebruikt om onder andere een bevalling te bespoedigen of een abortus op te wekken.

## Externe link

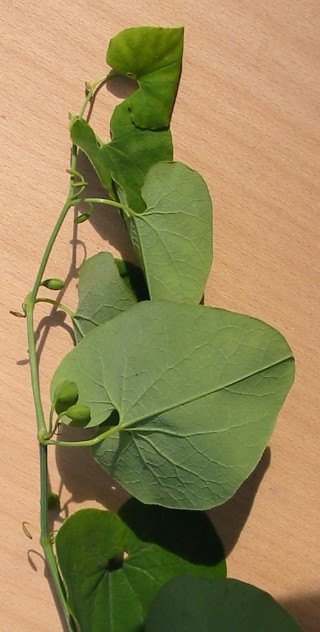
Onrijpe vruchten
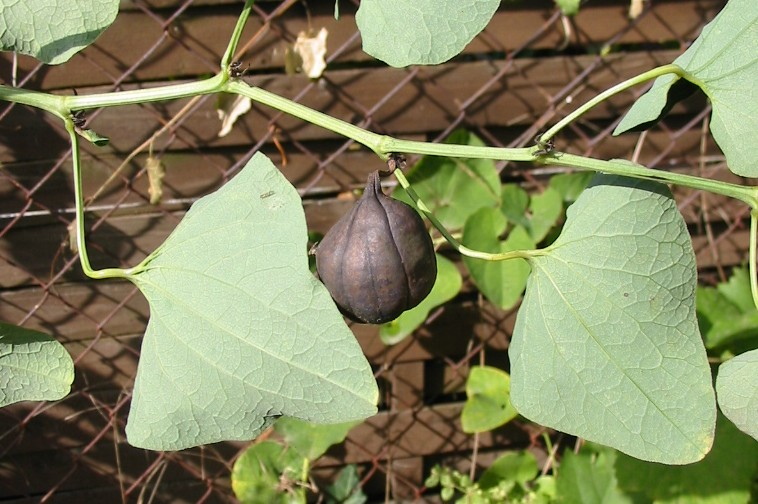
Rijpe vrucht
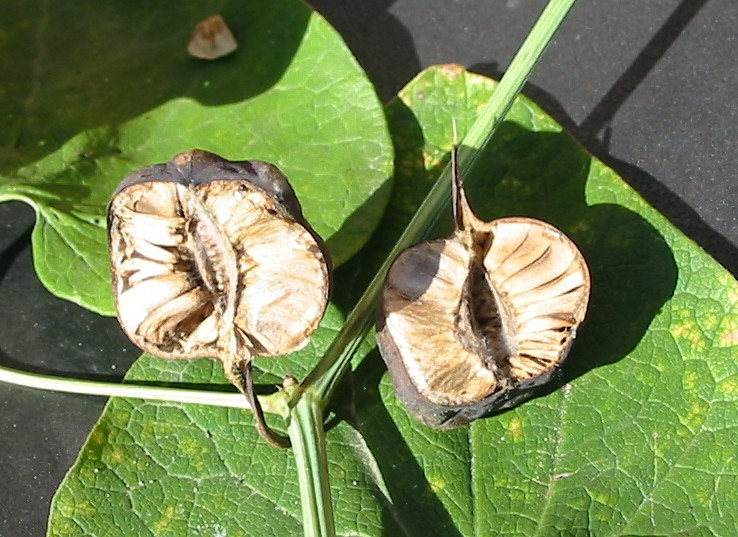
Geopende rijpe vrucht
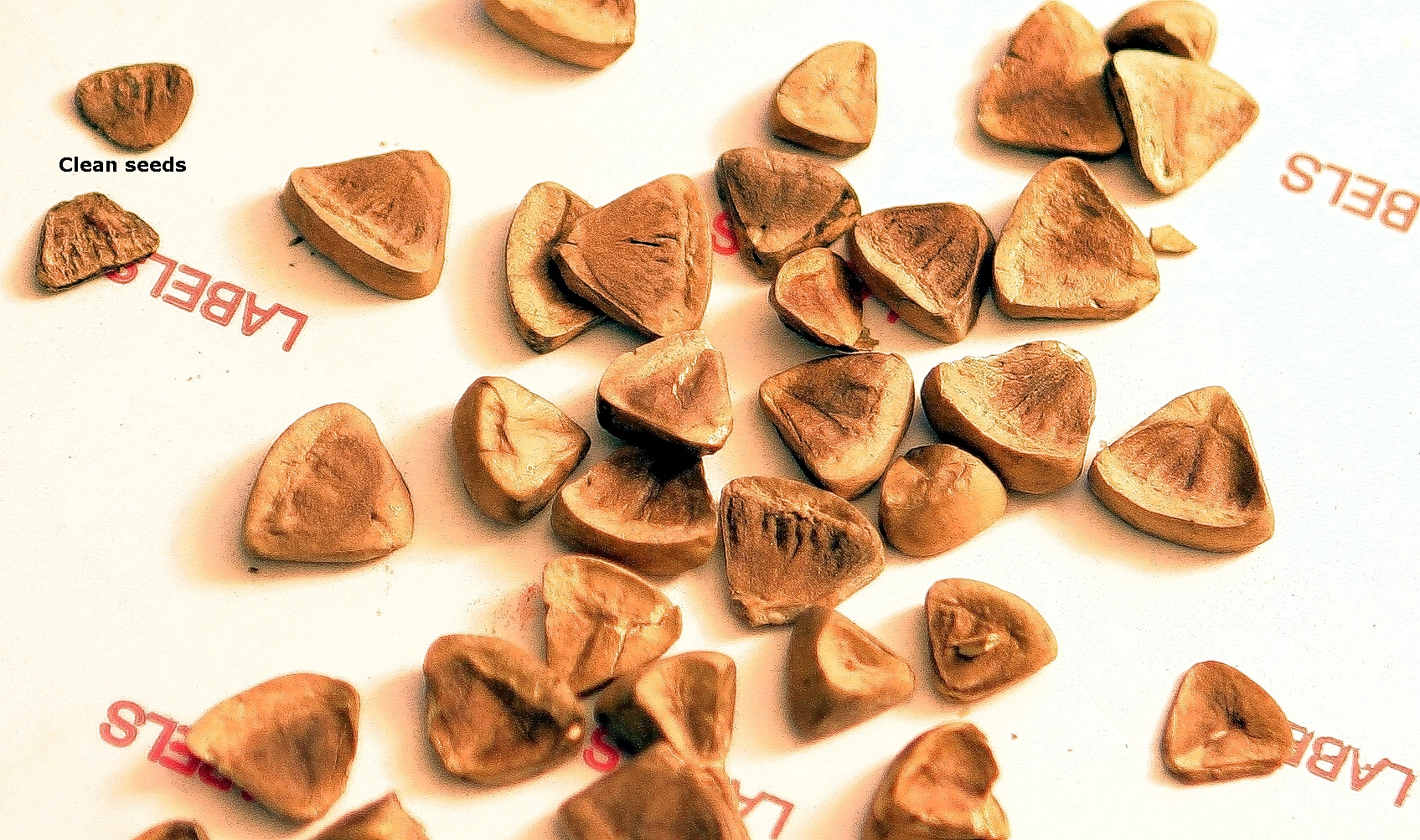
Zaden
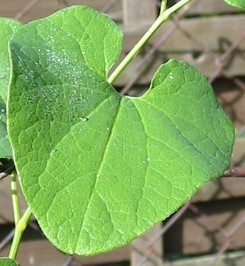
Blad

## Namen in andere talen
- Duits: Osterluzei
- Engels: European Birthwort
- Frans: Aristoloche clématite